# Гійу (волость)
Гі́йу (ест. Hiiu vald) — колишня волость в Естонії, до адміністративної реформи 2017 року одиниця самоврядування в  повіті Гіюмаа.

## Географічні дані
Площа волості — 388 км2, чисельність населення на 1 січня 2017 року становила 4519 осіб.

## Населені пункти
Адміністративний центр — місто Кярдла (Kärdla linn).
На території волості також розташовані:
селище Кирґессааре (Kõrgessaare alevik) та
58 сіл (ест. küla):
Гейґі (Heigi), Гейсте (Heiste), Гейстесоо (Heistesoo), Гірмусте (Hirmuste), Гюті (Hüti), Ізабелла (Isabella), Йиеранна (Jõeranna), Йиесуу (Jõesuu), Калана (Kalana), Калесте (Kaleste), Канапеексі (Kanapeeksi), Каусте (Kauste), Кідасте (Kidaste), Кідуспе (Kiduspe), Кійвера (Kiivera), Кодесте (Kodeste), Койдма (Koidma), Копа (Kopa), Курізу (Kurisu), Кипу (Kõpu), Лаазі (Laasi), Лаука (Lauka), Легтма (Lehtma), Лейґрі (Leigri), Лілбі (Lilbi), Луйдья (Luidja), Малвасте (Malvaste), Манґу (Mangu), Мардігансу (Mardihansu), Меелсте (Meelste), Метсакюла (Metsaküla), Мудасте (Mudaste), Мяґіпе (Mägipe), Напі (Napi), Нимме (Nõmme), Оґанді (Ogandi), Оякюла (Ojaküla), Отсте (Otste), Паллі (Palli), Паопе (Paope), Пігла (Pihla), Поама (Poama), Пускі (Puski), Рейґі (Reigi), Рісті (Risti), Роотсі (Rootsi), Сіґала (Sigala), Суурепсі (Suurepsi), Сууреранна (Suureranna), Сюллусте (Sülluste), Тагкуна (Tahkuna), Таммісту (Tammistu), Тігару (Tiharu), Війта (Viita), Війтасоо (Viitasoo), Віліма (Vilima), Вілламаа (Villamaa), Юленді (Ülendi).

## Історія
30 жовтня 2013 року волость Гійу була утворена шляхом об'єднання волості Кирґессааре та міста Кярдла, яке після об'єднання втратило статус муніципалітету..